# La sposa rapita
La sposa rapita (Our Wife) è un cortometraggio del 1931 con Stanlio e Ollio.

## Trama
Ollio si sta preparando per convolare a nozze con la sua fidanzata Dulcy, mentre Stanlio lo aiuta nei preparativi, anche se non mancano mai i soliti pasticci. I piani di Ollio vengono però contrastati dal padre di Dulcy, che come vede la foto di Ollio proibisce ai due di sposarsi. Venuto a conoscenza dell'imprevisto per telefono, Ollio propone a Dulcy di fuggire senza farsi scoprire.
Ollio chiede a Stanlio di procurarsi una limousine, ma invece riesce a procurarsi un'auto stretta dove i tre faticano a stare dentro; Stanlio ne esce addirittura sfondando il tettuccio con la testa. Il film si conclude con il giudice di pace strabico che, erroneamente, unisce in matrimonio i due protagonisti anziché Ollio con Dulcy.